# Raphidascaroides nipponensis
Raphidascaroides nipponensis är en rundmaskart som beskrevs av Yamaguti 1941. Raphidascaroides nipponensis ingår i släktet Raphidascaroides och familjen Anisakidae. Inga underarter finns listade i Catalogue of Life.